# Katonkaragay (huyện)
Katonkaragay cũng được đánh vần là Katon-Karagay (Tiếng Kazakh: Қатонқарағай ауданы (Katonqarahay audany) là một huyện của tỉnh Đông Kazakhstan, miền Đông Kazakhstan. Trung tâm huyện lỵ là thị xã Narym Ulken (Bolshenarymskoye) (49°12′41″B 84°30′50″Đ / 49,2113176°B 84,5137882°Đ) (Kazakhstan: Үлкен Нарым ауылы (Ylken Narym auyly). Đây là huyện đông dân nhất ở Kazakhstan.
Gần thị xã Berel (49°22′24″B 86°26′17″Đ / 49,3732082°B 86,4380264°Đ) đã khai quật được của các gò chôn cất cổ xưa đã tìm thấy các đồ tạo tác tinh tế của các nền văn hóa du mục của thế kỷ thứ 3 và thứ 4 BC.

## Liên kết
- Official Government Site of Katon-Karagay Lưu trữ ngày 24 tháng 1 năm 2017 tại Wayback Machine